# Anne LaBerge
Anne La Berge (Palo Alto, Californië, 1955, woont in Amsterdam) is een fluitiste, componiste en improviserend musicus. Zo onderscheidt ze zich als "pionier van een wijd spectrum aan technieken". Zij voert vaak eigen werk uit maar ze heeft ook partituren voor anderen geschreven, waarin ze dan meestal vormen van geleide improvisatie gebruikt. In haar composities en improvisaties van de laatste paar jaar gebruikt ze ook enigmatische teksten. Ze voert ook projecten van anderen uit, gaande van hedendaagse kamermuziek tot geïmproviseerde elektronische muziek.
Tijdens haar doctoraatsstudie aan de University of California, San Diego halverwege de jaren 80 vormde ze een fluitduo met John Fonville. Ze gaven opdrachten voor nieuwe werken en exploreerden extended technieken op de fluit, meer bepaald met gebruik van microtonale toonladders.
Sinds 1989 woont en werkt ze in Amsterdam.
Samen met Steve Heather en Cor Fuhler stichtte ze Kraakgeluiden, een reeks improvisaties waarin combinaties van akoestische en elektronische instrumenten met computers werden verkend in real-time interactieve systemen. Uit de serie Kraakgeluiden, die stopte in 2006, vloeiden een aantal samenwerkingen voort. Haar eigen muziek evolueerde navenant en de fluit werd slechts één element in een klankwereld vol computersamples, gesproken tekst en elektronische vervorming.
In 2006-2007 werkte ze samen met dr. David LaBerge. Ze creëerden een performance gebaseerd op de apical dendrite theorie van neuropsycholoog en dirigent Dr. LaBerge met gebruik van film, narratieve stemfragmenten en muziek.
Opnames met Lukas Simonis, Ensemble Modern, United Noise Toys, Fonville/La Berge duo, Rasp/Hasp, Bievre/La Berge duo, Apricot My Lady and the Corkestra zijn beschikbaar op de labels New World Records, Z6 Records, Largo, Artifact, Etcetera, Hat Art, Frog Peak, Einstein, X-OR, Unsounds, Canal Street, Rambo, esc.rec., Data, La Berge en Williamson duo en MAZE.
Anne La Berge is een van de 50 artiestien van Splendor Amsterdam waar zij concerten produceert van een brede schaal van leeftijden en stijlgroepen musici. 
Anne La Berge heeft subsidies ontvangen van het Nederlands ComponistenFonds, het Fonds voor de Podiumkunsten en het Amsterdams KunstenFonds. Samen met haar echtgenoot David Dramm is ze co-directeur van de Volsap Stichting.
Anne La Berge is een freelance coach voor Executive Performance Training BV in Amsterdam.

## Discografie (eigen composities)
- RAW Unsounds 2017. With MAZE.
- The Hum Unsounds 2015. With Joe Williamson.
- SPEAK New World Records 2011. Works featuring Cor Fuhler, Stephie Buttrich, Misha Myers, Josh Geffin, Amy Walker, Patrick Ozzard-Low and Anne La Berge.
- Rust Fungus Z6 Records 2010. With Lukas Simonis
- Newly Refurbished and Tussock Moth Esc.rec., 2009. songs by Apricot My Lady including Adam and Jonathan Bohman and Lukas Simonis.
- rasp/hasp Ramboy #19, 2004. Improvisations with Jody Gilbert, Wilbert de Joode, Richard Barrett, Paul Lovens
- VerQuer Upala Records, 2004. Includes rough diamond.
- Radio WORM WORMrec, 2004.
- Kraakgeluiden, 2003. unsounds 06.
- Flute Moments with Theresa Beaman 1998. Laurel Records 857. Met daarop revamper.
- United Noise Toys live in Utrecht '98. X-OR, 1998. With Gert-Jan Prins. Features duct; yolk; nape; lurk; flap; juke; moat; pike; turf.
- Blow. Frog Peak Music, 1994. Features never again; rollin'; [sic]sauce; indeed; unengraced; revamper.